# Полон (фольклор)
Полон (малайск. polong) — в малайском фольклоре дух, порабощённый человеком (большую часть времени) для личных целей последнего. Это невидимый призрак, который может использоваться чернокнижником для нанесения кому-либо вреда, особенно тем, по отношению к кому у чернокнижника есть нечестивые мысли. Полон является одним из призраков, упоминаемых в «Повести Абдуллы», написанной Абдуллой бин Абдул Кадиром, ради развлечения сэра Томаса Стэмфорда Бингли Раффлза, его работодателя.

## Описание
Полон, по преданию, рождается из крови убитого человека, после чего эта кровь помещается в бутылку и находится там в течение одной-двух недель; затем дух вызывается при помощи заклинаний и магических действий.
Через две недели владелец начинает слышать звуки, исходящие из бутылки, напоминающие плач. После этого он должен порезать себе палец и накапать немного своей крови в бутылку, чтобы накормить демона, который в этом случае будет верно и преданно служить хозяину. Кровь, которая питает демона, якобы связывает обе стороны вместе как хозяина (человека) и слугу (духа).
Изображений внешнего вида полона в малайской традиции не существует (возможно, в связи с его невидимостью), но в описаниях жителей востока Малайзии (северная часть Борнео) он предстаёт в виде огненного яйцевидного летающего шара.

## Использование
Обычно хозяин держит полона в бутылке, но выпускает при необходимости причинить кому-то зло. Люди, атакованные демоном, якобы покрываются синяками, царапинами, из их ртов почти всегда течёт кровь.

## Слабые стороны
Полон не подчиняется никому, кроме своего повелителя. Поэтому в некоторых легендах хозяин отправляет полона к людям, чтобы затем демонстративно «изгнать духа» из поражённых им же людей, чтобы получить от них деньги. Но в некоторых случаях полон, посланный владельцем, отказывается освободить захваченное им тело и начинает причинять ещё более сильные страдания жертве. На данном этапе малайцы призывают бомоха (знахаря) или духовного лидера, например — имама, чтобы изгнать демона.
Считается, что уменьшить силу полона могут горошины чёрного перца, смешанные с маслом и несколькими зубчиками чеснока, — их якобы нужно положить на определённые части тела больного, чтобы демон оставил его. Если обряд совершает имам-мусульманин, то он сопровождает это действо чтением Корана. Одержимый полоном, по легендам, будет плакать и умолять прекратить чтение Корана и сам обряд, а после поражения может назвать настоящее имя своего хозяина, хотя нередко обманывает, называя невиновного человека, чтобы ввести шамана в заблуждение.